# Edward Michener
 (juillet 2019).
Edward Michener (18 août 1869 – 16 juin 1947) est un homme politique originaire de l'Alberta, au Canada. Il est né à Tintern, en Ontario.

## Biographie
En 1904, Michener est élu maire de Red Deer, dans le district de l’Alberta. Il a occupé ce poste pendant deux mandats jusqu'en 1906.
Michener a été élu comme indépendant lors des élections albertaines de 1909. En 1910, après la démission de Richard Bennett pour pouvoir se présenter à la Chambre des communes du Canada, il a rejoint les conservateurs. Il est devenu chef de l'opposition officielle en Alberta et chef du parti conservateur de l'Alberta.
Le Premier ministre Robert Borden a conseillé la nomination de Michener au Sénat du Canada en 1918.
Son fils, Roland Michener, a été gouverneur général du Canada.